# Serhij Tschernenko
Serhij Mychailowytsch Tschernenko (ukrainisch Сергій Михайлович Черненко; * 16. Februar 1984 in Kiew, Ukrainische SSR) ist ein ukrainischer Eishockeyspieler, der seit 2023 bei den Kiew Capitals in der ukrainischen Eishockeyliga unter Vertrag steht.

## Karriere
Serhij Tschernenko begann seine Karriere als Eishockeyspieler in der Nachwuchsabteilung des HK Kiew. Für dessen Herren-Mannschaft lief er 2000 bis 2002 in der East European Hockey League auf, in der Spielzeit 2001/02 stand er auch in der ukrainischen Eishockeyliga auf dem Eis. Anschließend zog es ihn für ein Jahr nach Schweden, wo er für Kramfors-Alliansen in der drittklassigen Division 1 und für den Lugnviks IF in der viertklassigen Division 2 spielte.
Im Sommer 2003 kehrte Tschernenko in die Ukraine zurück, wo er beim Rekordmeister HK Sokil Kiew unterschrieb. Zehn Jahre blieb er bei den Falken und konnte in dieser Zeit von 2004 bis 2006 und von 2008 bis 2010 zweimal den Titel-Hattrick als Ukrainischer Meister feiern. 2007 gewann er mit dem Klub den Ukrainischen Pokalwettbewerb. Zeitweise spielte er mit Sokil auch in der belarussischen Extraliga und der russischen Wysschaja Liga. 2013 wechselte er dann zum Lokalrivalen HK Kompanjon-Naftohas Kiew, mit dem er 2014 ebenfalls den ukrainischen Titel gewann. Anschließend wechselte er zum CSM Dunărea Galați in die Rumänische Eishockeyliga und konnte 2015 und 2016 auch dort den nationalen Meistertitel erringen. 2016 kehrte er in die Ukraine zurück und schloss sich dem HK Krywbass an, den er allerdings bereits während der Saison wieder verließ, um die Spielzeit beim HK Generals Kiew zu beenden. 2017 wechselte er zum CS Progym Gheorgheni wieder in Rumänien, ging dann aber bereits im November des Jahres erneut zum CSM Dunărea Galați. Seit 2018 spielt er für den Zeytinburnu Belediye SK in der türkischen Superliga und trug als bester Stürmer der Liga 2019 zum türkischen Meistertitel seiner Mannschaft bei. 2020 unterbrach er seine Karriere, die er ab 2023 bei den Kiew Capitals in der ukrainischen Eishockeyliga fortsetzte.

### International
Tschernenko kam erstmals bei den U18-Weltmeisterschaften der Top-Division 2001 und 2002 für sein Heimatland zum Einsatz. Mit der U20-Auswahl der Ukraine spielte er bei den Weltmeisterschaften der Division I 2002 und 2003 sowie der Top-Division 2004. Zudem nahm er mit der ukrainischen Studentenauswahl an der Winter-Universiade 2005 im österreichischen Innsbruck teil.
Für die A-Nationalmannschaft der Ukraine spielte der Stürmer zum ersten Mal bei der Weltmeisterschaft der Division I 2011. Einen weiteren Auftritt hatte er 2012 bei der ersten Qualifikationsrunde für die Olympischen Winterspiele in Sotschi 2014.

## Erfolge und Auszeichnungen
- 2003 Aufstieg in die Top-Division bei der U20-Weltmeisterschaft der Division I, Gruppe A
- 2004 Ukrainischer Meister mit dem HK Sokil Kiew
- 2005 Ukrainischer Meister mit dem HK Sokil Kiew
- 2006 Ukrainischer Meister mit dem HK Sokil Kiew
- 2007 Ukrainischer Pokalsieger mit dem HK Sokil Kiew
- 2008 Ukrainischer Meister mit dem HK Sokil Kiew
- 2009 Ukrainischer Meister mit dem HK Sokil Kiew
- 2010 Ukrainischer Meister mit dem HK Sokil Kiew
- 2014 Ukrainischer Meister mit dem HK Kompanjon-Naftohas Kiew
- 2015 Rumänischer Meister mit dem CSM Dunărea Galați
- 2016 Rumänischer Meister mit dem CSM Dunărea Galați
- 2019 Türkischer Meister mit dem Zeytinburnu Belediye SK
- 2019 Bester Stürmer und meiste Vorlagen der Superliga

## Extraliga-Statistik
(Stand: Ende der Saison 2010/11)